# Liste der hydrologischen Einheiten in den Vereinigten Staaten
Diese Liste der hydrologischen Einheiten in den Vereinigten Staaten nennt die hydrologischen Regionen, in die das Staatsgebiet der Vereinigten Staaten unterteilt ist. Diese 21 Regionen bestehen aus 222 Subregionen. Sie entsprechen 352 sogenannten accounting units und sind in der untersten Ebene in 2150 cataloging units gegliedert. Diese Untergliederungen nach Gewässern werden vorgenommen, sofern das jeweilige Gebiet eine Größe von etwa 700 Quadratmeilen umfasst.
Jede Einheit ist in dieser Systematik durch einen achtstelligen Zahlencode definiert, wobei jeweils zwei Stellen gemeinsam die Zuordnung auf der jeweiligen Ebene vornehmen. Sind die Identifizierungsziffern einer untergeordneten Einheit 00, so ist diese identisch mit der übergeordneten Einheit.
- 01. New England Region
Alle Gewässer zur Bay of Fundy, zum Atlantischen Ozean zwischen und einschließlich der Bundesstaaten Maine und Connecticut, in den Long Island Sound nördlich der Staatsgrenze zwischen New York und Connecticut sowie den auf die Vereinigten Staaten entfallenden Teil des Einzugsgebietes des Rivière Saint-François
- 02. Mid-Atlantic Region
Alle Gewässer zum Atlantischen Ozean zwischen und einschließlich den Bundesstaaten New York und Virginia, zum Long Island Sound südlich der Staatsgrenze zwischen New York und Connecticut sowie den auf die Vereinigten Staaten entfallenden Teil des Einzugsgebietes des Rivière Richelieu
- 03. South Atlantic-Gulf
Alle Gewässer zum Atlantischen Ozean zwischen und einschließlich den Bundesstaaten Virginia und Florida, zum Golf von Mexiko zwischen und einschließlich der Bundesstaaten Florida und Louisiana sowie Gewässer zu den angrenzenden Meeresgewässern in diesem Bereich
- 04. Great Lakes Region
Alle Gewässer im System der Großen Seen und einschließlich der Oberfläche dieser Seen, deren Buchten und Inseln innerhalb des Staatsgebietes der Vereinigten Staaten sowie zum Sankt-Lorenz-Strom oberhalb des Einzugsgebietes des Riviere Richelieu
- 05. Ohio Region
Einzugsgebiet des Ohio Rivers ohne dem Einzugsgebiet des Tennessee Rivers
- 06. Tennessee Region
Einzugsgebiet des Tennessee Rivers
- 07. Upper Mississippi Region
Einzugsgebiet des Mississippi Rivers oberhalb der Mündung des Ohio Rivers ohne dem Einzugsgebiet des Missouri Rivers
- 08. Lower Mississippi Region
Einzugsgebiet des Mississippi Rivers unterhalb der Mündung des Ohio Rivers ohne den Einzugsgebieten von Arkansas River, Red River und White River oberhalb der Punkte der grüßten Rückstauwirkungen des Mississippi Rivers auf diese Einzugsgebiete sowie die in den Golf von Mexiko mündenden Gewässer zwischen den Einzugsgebieten von Pearl River und Sabine River mit Sabine Lake
- 09. Souris-Red-Rainy Region
Einzugsgebiet des Lake of the Woods sowie die über Rainy River, Red River of the North und Souris River in den Winnipegsee oder die Hudson Bay entwässernden Einzugsgebiete
- 10. Missouri Region
Einzugsgebiete des Missouri Rivers und des Saskatchewan Rivers sowie mehrere kleinere abgeschlossene Einzugsgebiete
- 11. Arkansas-White-Red Region
Einzugsgebiete von Arkansas River, White River und Red River oberhalb der Punkte der höchsten Rückstauwirkung durch den Mississippi River
- 12. Texas-Gulf Region
Gewässer zum Sabine Pass und zum Golf von Mexiko zwischen Sabine Pass und des Einzugsgebietes des Rio Grande
- 13. Rio Grande Region
Einzugsgebiet des Rio Grande innerhalb der Vereinigten Staaten sowie das San Luis Valley, die North Plains, die Plains of San Agustin, das Einzugsgebiet des Mimbres River, Estancia, Jornada del Muerto, das Tularosa Valley, das Einzugsgebiet des Salt Rivers und weitere abflusslose Einzugsgebiete
- 14. Upper Colorado Region
Einzugsgebiet des Colorado Rivers oberhalb einer Meile unterhalb des Mündung des Paria Rivers (Lee Ferry Compact Point) sowie weitere abflusslose Gewässer innerhalb des Great Divide Basin
- 15. Lower Colorado Region
Einzugsgebiet des Colorado Rivers unterhalb des Lee Ferry Compact Points, Gewässer zum Golf von Kalifornien sowie das Animas Valley, Willcox Playa und weitere kleinere abflusslose Einzugsgebiete
- 16. Great Basin Region
Gewässer zum Großen Becken innerhalb der Bundesstaaten Utah und Nevada
- 17. Pacific Northwest Region
Gewässer zur Strait of Georgia und zur Juan-de-Fuca-Straße, Gewässer zum Pazifischen Ozean innerhalb der Bundesstaaten Washington und Oregon sowie die sich in Oregon befindenden Teile des Großen Beckens
- 18. California Region
Kalifornische Gewässer zum Pazifischen Ozean und im Großen Becken
- 19. Alaska Region
Alle Gewässer im Bundesstaat Alaska
- 20. Hawaii Region
Alle Gewässer im Bundesstaat Hawaii
- 21. Caribbean Region
Alle Gewässer im Commonwealth of Puerto Rico, auf den Amerikanischen Jungferninseln sowie die weiteren Außengebiete der Vereinigten Staaten in der Karibik.[A 1]

Anmerkung:
1. ↑  Unter 21030001 wurde hier früher die Einheit Canal Zone geführt, die alle Gewässer beinhaltet, die in den Panamakanal mündeten. Heute betrifft dies außer den bereits genannten Gebieten Puerto Rico und Amerikanische Jungferninseln nur noch Navassa.

## Nachweise
- Paul R. Seaber, F. Paul Kapinos und George L. Knapp. United States Geological Survey. Water-Suppy. Paper 2294. U.S. Department of the Interior. 1987. Neuauflage 1994.